# Tabanus fratellus
Tabanus fratellus är en tvåvingeart som beskrevs av Samuel Wendell Williston  1887. Tabanus fratellus ingår i släktet Tabanus och familjen bromsar. Inga underarter finns listade i Catalogue of Life.